# Déclaration Balfour de 1926
Ne doit pas être confondu avec Déclaration Balfour de 1917.
Pour les articles homonymes, voir Déclaration Balfour.

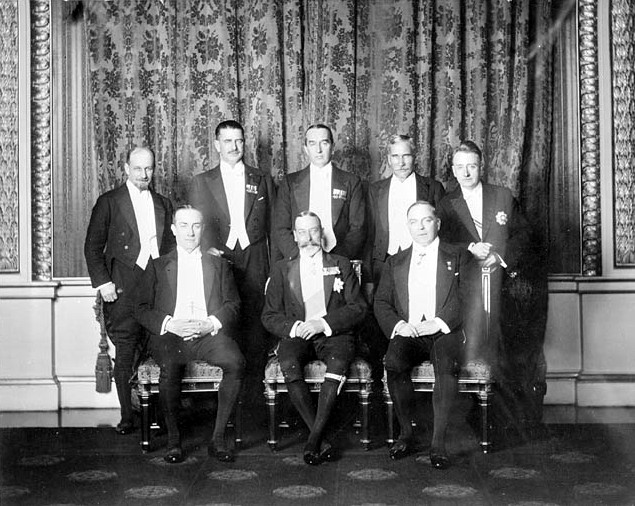
George V (devant, au centre) avec ses premiers ministres à la conférence impériale de 1926.
- Debout (de gauche à droite) : Walter Stanley Monroe (Terre-Neuve), Gordon Coates (Nouvelle-Zélande), Stanley Bruce (Australie), J. B. M. Hertzog (Union sud-africaine), W. T. Cosgrave (État libre d'Irlande).
- Assis : Stanley Baldwin (Royaume-Uni), George V, William Lyon Mackenzie King (Canada).

La déclaration Balfour du 15 novembre 1926 est un document issu d'une conférence impériale britannique présidée par Arthur Balfour. Elle reconnaît la souveraineté totale des dominions de l'Empire britannique – le Canada, l'Australie, la Nouvelle-Zélande, l'Afrique du Sud, l'Irlande et Terre-Neuve – vis-à-vis du Royaume-Uni.
La déclaration proclame que le Royaume-Uni et les dominions sont « des Communautés autonomes au sein de l’Empire britannique, de statut égal, aucunement subordonnés les uns aux autres dans quelque aspect que ce soit de leurs affaires intérieures ou étrangères, mais unis par leur allégeance commune à la Couronne, et librement associés en tant que membres du Commonwealth britannique des Nations ». Les dominions avaient, en pratique, déjà acquis beaucoup d'autonomie, et étaient présentés comme étant des pays au niveau international, mais par exemple, le Canada n'avait pas le droit de modifier lui-même sa propre constitution, se faisait imposer les déclarations de guerre par le Royaume-Uni (par exemple la 1re guerre mondiale), la cour la plus haute du Canada a été au Royaume-Uni jusqu'en 1949 et la citoyenneté canadienne n'a commencé à exister qu'en 1947.
La déclaration modifia également le rôle des gouverneurs généraux, qui ne seraient plus des représentants du gouvernement britannique (impérial) dans les dominions, mais des représentants de la Couronne. Ceci signifiait la fin officielle de l'ingérence du gouvernement britannique dans le gouvernement des dominions.
Le Statut de Westminster en 1931 reprit les termes de cette déclaration, tout en les accentuant pour offrir une pleine souveraineté aux dominions, pourvu qu'ils prennent les moyens législatifs d'y arriver, à la date qui leur convient, d'où les dates postérieures à 1931 pour les exemples canadiens ci-haut; la constitution canadienne a même attendu à 1982, et selon le Statut de 1931, il fallait encore que cette constitution soit approuvée par le Royaume-Uni, mais pour une dernière fois.